# Кофанара I (Напуљ)
Кофанара I је насеље у Италији у округу Напуљ, региону Кампанија.
Према процени из 2011. у насељу је живело 282 становника. Насеље се налази на надморској висини од 96 м.